# St.-Hemma-Kirche (Wien)

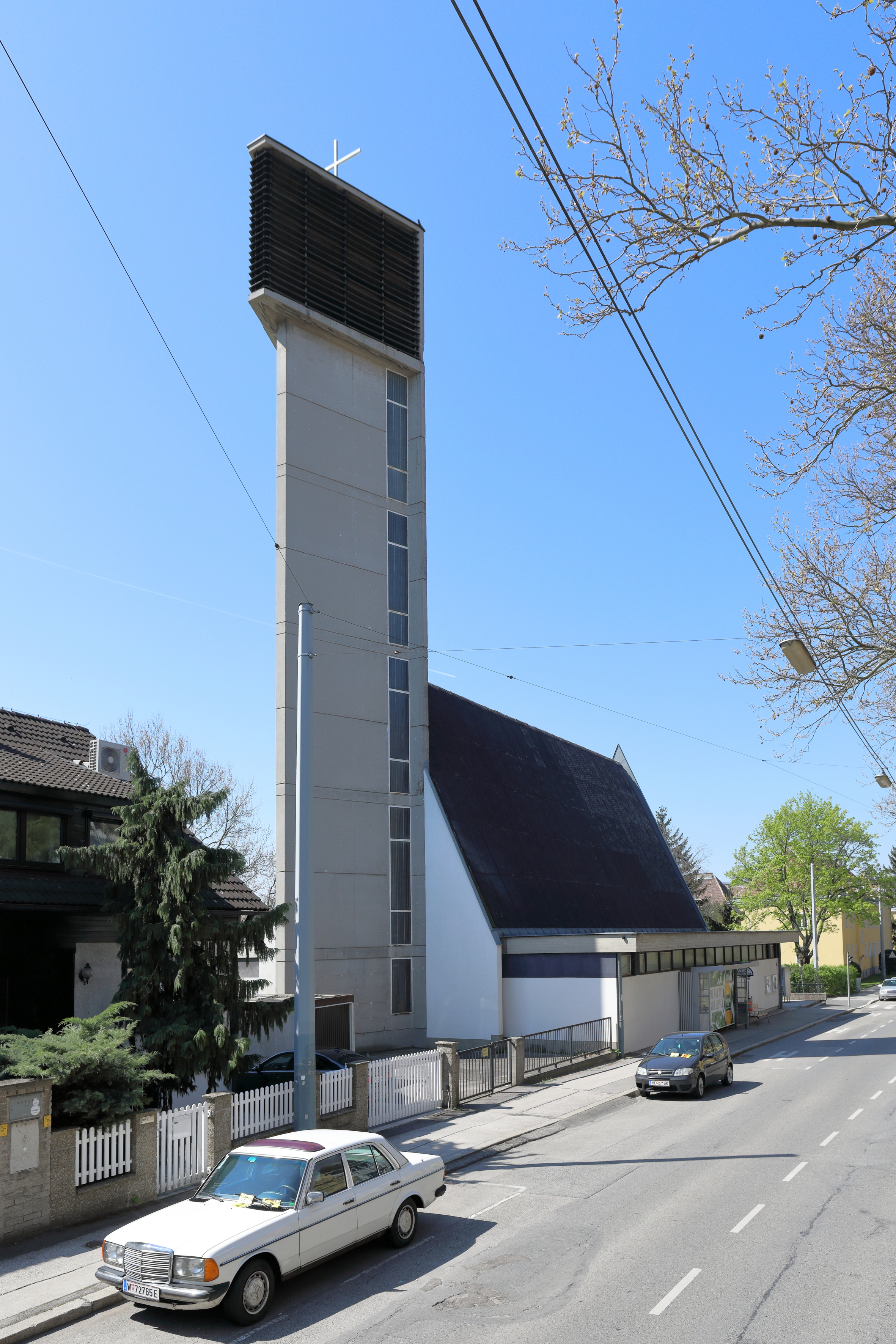
St.-Hemma-Kirche

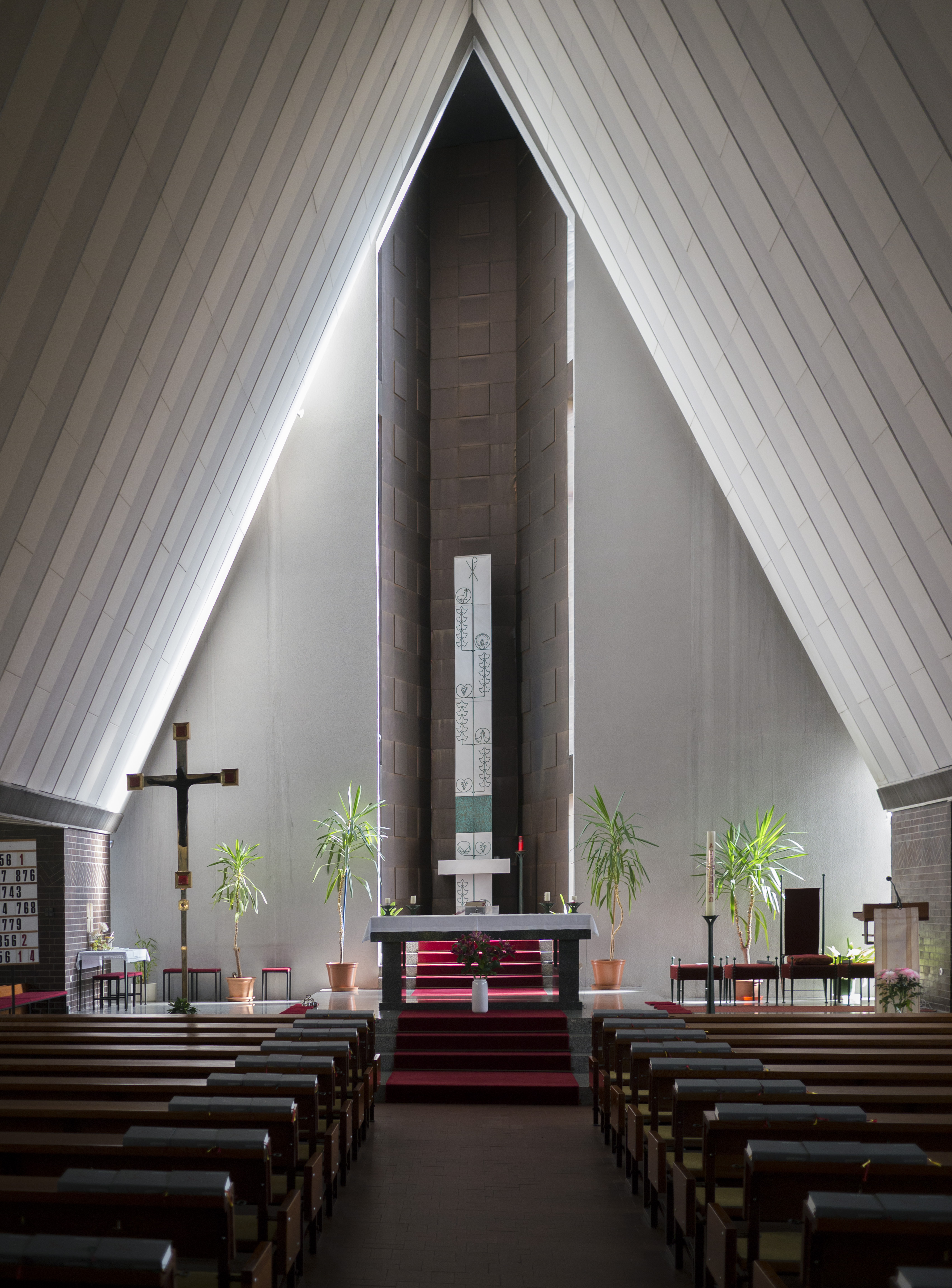
Innenraum der St.-Hemma-Kirche

Die Pfarrkirche St. Hemma ist eine römisch-katholische Kirche im 13. Wiener Gemeindebezirk Hietzing an der Fasangartengasse, Wattmanngasse 105.

## Kirche
Nachdem die Invalidenhauskirche für das Pfarrgebiet zu klein geworden war, wurde in den Jahren 1964 bis 1966 nach den Plänen des Architekten Erwin Plevan die St.-Hemma-Kirche errichtet. Die Kirche erinnert mit ihrem langen hohen Steildach, mit seitlichen Ausflachungen wie Flügel, mit dem dreieckförmigen stirnseitig aufragenden Kirchturm mit einem Glockenstuhl ähnlich einem Schnabeltierkopf, an einen sitzenden oder schwimmenden Schwan. Die starke Giebelfront, über eine Freitreppe erreichbar, ist voll verglast.
Ein Mosaikfenster von Ruth C. Mannhart zeigt die heilige Hemma von Gurk als gütige Helferin und Stifterin. Eine Madonna aus dem Jahre 1966 ist vom Bildhauer Karl Jetzinger. Die Orgel aus dem Jahre 1978 wurde von der Firma Adolf Donabaum errichtet.
Nachdem am 25. September 1966 die Kirche eingeweiht wurde, wurde mit 1. Jänner 1967 die Pfarre von der Invalidenhauskirche an die neue Kirche verlegt. Aus der Pfarre St. Johann am Fasangarten wurde die Pfarre St. Hemma.